# Breg pri Borovnici
Breg pri Borovnici este o localitate din comuna Borovnica, Slovenia, cu o populație de 290 de locuitori.